# Argentina Open 2025
Argentina Open 2025, oficiálně IEB+ Argentina Open 2025, byl tenisový turnaj na mužském profesionálním okruhu ATP Tour, hraný v Buenos Aires Lawn Tennis Clubu. Dvacátý osmý ročník Argentina Open probíhal mezi 10. a 16. únorem 2025 v argentinské metropoli Buenos Aires na otevřených antukových dvorcích. Ročník 2025 se stal historicky prvním antukovým turnajem na túře ATP, který použil technologii elektronického čárového rozhodčího.
Turnaj dotovaný 728 185 dolary patřil do kategorie ATP Tour 250. Nejvýše nasazeným singlistou se stal druhý hráč světa  Alexander Zverev z Německa, kterého ve čtvrtfinále vyřadil pozdější finalista Francisco Cerúndolo. Jako poslední přímý účastník do dvouhry nastoupil bosenský 82. hráč žebříčku Damir Džumhur. V důsledku invaze Ruska na Ukrajinu na konci února 2022 řídící organizace tenisu ATP, WTA a ITF s grandslamy rozhodly, že ruští a běloruští tenisté mohli dále na okruzích startovat, ale do odvolání nikoli pod vlajkami Ruska a Běloruska.
Debutové finále na okruhu ATP Tour proměnil 18letý Brazilec João Fonseca v první kariérní titul z dvouhry. Stal se tak desátým nejmladším šampionem od vzniku okruhu ATP v roce 1990 a druhým nejmladším vítězem z Jižní Ameriky v otevřené éře. Na Argentina Open představoval jako 99. hráč světa nejníže postaveného vítěze. Čtyřhru ovládli Argentinec Guido Andreozzi s Francouzem Théem Arribagém, kteří vybojovali první společnou trofej. Všichni vítězové se posunuli na nová žebříčková maxima, Fonseca 68. místo ve dvouhře, v deblové části pak Andreozzi na 50. příčku a Arribagé na 60. pozici.

## Rozdělení bodů a finančních odměn

### Rozdělení bodů
| Soutěž  | Soutěž      | vítězové | finalisté | semifinalisté | čtvrtfinalisté | 16 v kole | 32 v kole | Q  | Q2 | Q1 |
| ------- | ----------- | -------- | --------- | ------------- | -------------- | --------- | --------- | -- | -- | -- |
| dvouhra | [ 5 ] [ 9 ] | 250      | 165       | 100           | 50             | 25        | 0         | 13 | 7  | 0  |
| čtyřhra | [ 11 ]      | 250      | 150       | 90            | 45             | 0         | —         | —  | —  | —  |

Vysvětlivky
1. ↑  Nasazení s volným losem do druhého kola neobdrželi v případě prohry žádné body.[10]

### Finanční odměny
| Soutěž                                | Soutěž      | vítězové  | finalisté | semifinalisté | čtvrtfinalisté | 16 v kole | 32 v kole | Q2      | Q1      |
| ------------------------------------- | ----------- | --------- | --------- | ------------- | -------------- | --------- | --------- | ------- | ------- |
| dvouhra                               | [ 5 ] [ 9 ] | 100 160 $ | 58 420 $  | 34 345 $      | 19 900 $       | 11 555 $  | 7 060 $   | 3 535 $ | 1 925 $ |
| čtyřhra                               | [ 11 ]      | 34 830 $  | 18 710 $  | 10 950 $      | 6 070 $        | 3 580 $   | —         | —       | —       |
| částky ve čtyřhře jsou uvedeny na pár |             |           |           |               |                |           |           |         |         |

## Dvouhra mužů

### Nasazení

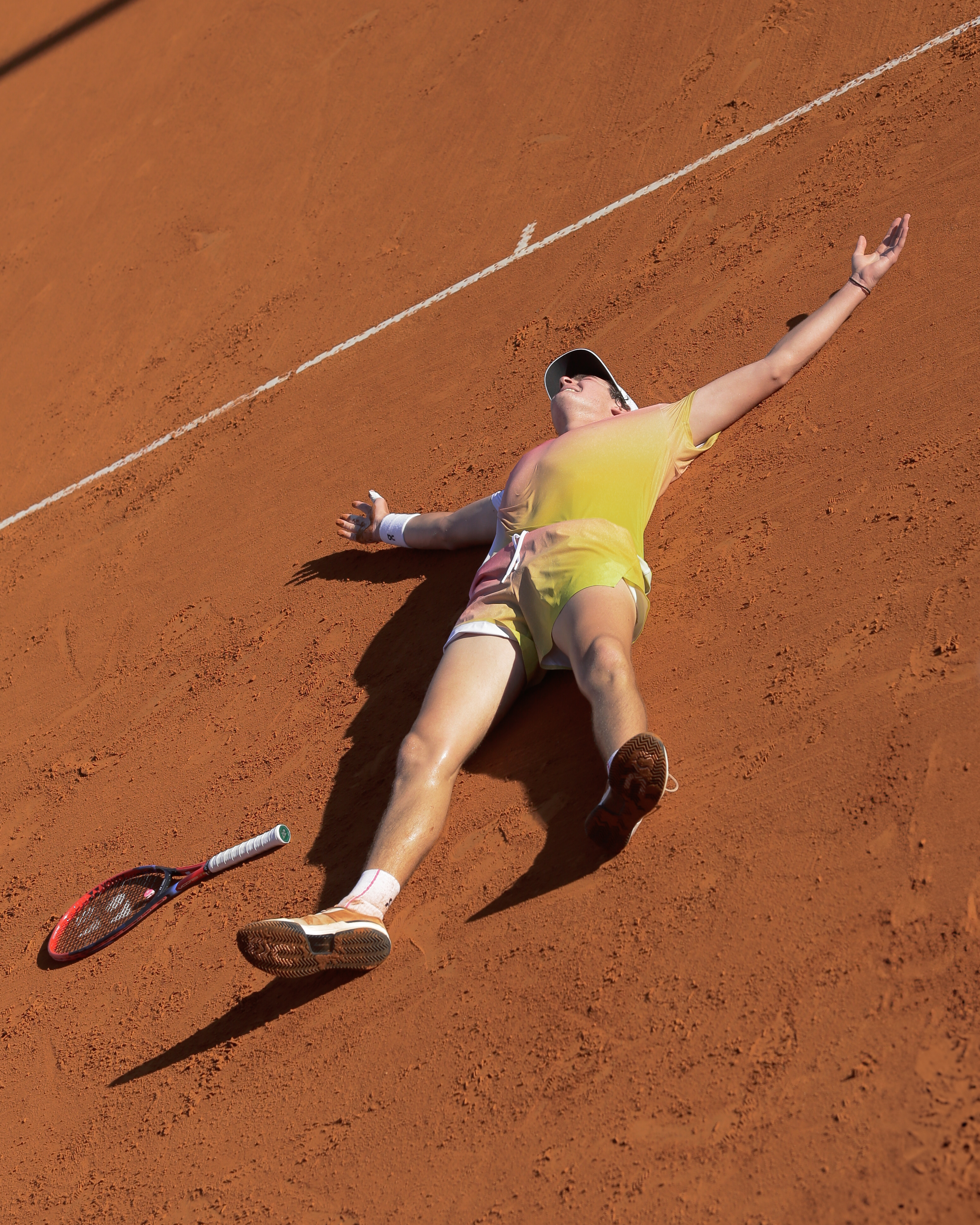
Vítězný João Fonseca po proměnění mečbolu ve finále

| Stát                         | Hráč                    | ATP | Nasazení |
| ---------------------------- | ----------------------- | --- | -------- |
| Německo                      | Alexander Zverev.       | 2   | 1.       |
| Dánsko                       | Holger Rune             | 14  | 2        |
| Itálie                       | Lorenzo Musetti         | 17. | 3.       |
| Chile                        | Alejandro Tabilo        | 27. | 4.       |
| Argentina                    | Francisco Cerúndolo     | 29. | 5.       |
| Argentina                    | Sebastián Báez          | 31. | 6.       |
| Chile                        | Nicolás Jarry           | 38. | 7.       |
| Argentina                    | Tomás Martín Etcheverry | 40. | 8.       |
| Žebříček ATP k 3. únoru 2025 |                         |     |          |

### Jiné formy účasti
Následující hráčí obdrželi divokou kartu do hlavní soutěže:
- Francisco Comesaña
- Diego Schwartzman
- Camilo Ugo Carabelli

Následující hráč nastoupil díky postavení v Top 350 v rámci programu Next Gen Accelerator pro tenisty do 20 let: 
- João Fonseca

Následující hráč obdrželi zvláštní výjimku:
- Federico Coria
- Luciano Darderi

Následující hráči postoupili z kvalifikace:
- Román Andrés Burruchaga
- Juan Manuel Cerúndolo
- Laslo Djere
- Francesco Passaro

- Federico Coria
- Sumit Nagal

### Odhlášení
před zahájením turnaje
- Jaume Munar → nahradil jej  Sumit Nagal
- Francesco Passaro → nahradil jej   Federico Coria

## Mužská čtyřhra

### Nasazení
| Stát                                                                                  | Hráč            | Stát      | Hráč                | ATP | Nasazení |
| ------------------------------------------------------------------------------------- | --------------- | --------- | ------------------- | --- | -------- |
| Argentina                                                                             | Máximo González | Argentina | Andrés Molteni      | 48. | 1.       |
| Francie                                                                               | Sadio Doumbia   | Francie   | Fabien Reboul       | 64. | 2.       |
| Brazílie                                                                              | Rafael Matos    | Brazílie  | Marcelo Melo        | 77. | 3.       |
| Rakousko                                                                              | Alexander Erler | Německo   | Constantin Frantzen | 96. | 4.       |
| Žebříček ATP k 3. únoru 2025; číslo je součtem žebříčkového postavení obou členů páru |                 |           |                     |     |          |

### Jiné formy účasti
Následující páry obdržely divokou kartu
- Román Andrés Burruchaga /  Juan Bautista Torres
- Andrea Collarini /  Guillermo Durán

Následující páry nastoupily z pozice náhradníků:
- Boris Arias /  Federico Zeballos
- Juan Pablo Ficovich /  Mariano Kestelboim
- Lautaro Midón /  Gonzalo Villanueva

### Odhlášení
před zahájením turnaje
- Pedro Martínez /  Jaume Munar → nahradili je  Juan Pablo Ficovich /  Mariano Kestelboim
- Roberto Carballés Baena /  Alexandre Müller → nahradili je  Boris Arias /  Federico Zeballos
- Francisco Comesaña /  Thiago Seyboth Wild → nahradili je  Lautaro Midón /  Gonzalo Villanueva

## Přehled finále

### Mužská dvouhra
- João Fonseca vs.  Francisco Cerúndolo, 6-4, 7-6(7-1)

### Mužská čtyřhra
- Guido Andreozzi /  Théo Arribagé vs.  Rafael Matos /  Marcelo Melo, 7–5, 4–6, [10–7]